# Damerham
Damerham – wieś w Anglii, w hrabstwie Hampshire, w dystrykcie New Forest. Leży 36 km na zachód od miasta Winchester i 136 km na południowy zachód od Londynu.